# جيمس وليامز
جيمس وليامز (20 يوليو 1973 في المملكة المتحدة - ) (بالإنجليزية: James Williams)‏ هو لاعب كريكت بريطاني. لعب مع نادي مقاطعة غلاموركن للكريكت ‏.